# Narcissus cavanillesii
Narcissus cavanillesii és una espècie de planta bulbosa de la família de les amaril·lidàcies. Es tracta de l'únic representant de la secció Tapeinanthus dins del gènere Narcissus. És originària del sud de la península Ibèrica i el nord d'Àfrica. A la tardor produeix flors grogues. La corona és gairebé completament absent, fet que provocà que durant molt de temps fos assignada a un gènere diferent.

## Generalitats
El gènere Narcissus L. es caracteritza per ser un grup bastant dens i heterogeni pel que fa a la seva taxonomia i diversitat a causa de l'interès que l'home ha tingut pel seu gran valor ornamental. Des d'antic s'ha tingut la visió romàntica del seu nom Narcís, jove de gran bellesa que rebutjava tota proposta amorosa i va ser castigat pels Déus enamorant-se de la seva pròpia imatge reflectida a l'aigua d'un estany dins el qual va caure i del que va créixer una bonica flor que duu el seu nom.

## Descripció
Narcissus cavanillesii es troba dins de la Secció botànica Braxireon (Raf.) Valdés o Tapeinanthus (Herb.) Traub. Les fulles són de secció semicircular, la corona és vestigial, és a dir, que s'ha reduït. Per ser un narcís, Narcissus cavanillesii té un aspecte molt particular i no mostra la corona que acostumen a tenir les espècies del gènere. Aquesta queda reduïda a unes petites escames poc visibles a les peces de la corol·la.
Els narcissos són plantes herbàcies bulboses; en aquesta espècie el bulb subglobós presenta túniques externes de color marró fosc. Les fulles linears, de marge llis i de secció semicircular cobertes a la base per beines que venen del bulb per prolongació de les túniques externes. Les flors són solitàries de color groc amb un pedicel que les uneix a la inflorescència. La seva floració és a la tardor.

## Distribució i hàbitat
Crèixen en prats, matollars i zones obertes de boscos com les bores dels camins. Es poden trobar en altituds des de 0-730 (1000) m per sobre del nivell del mar. La seva distribució ateny des de la península Ibèrica fins al nord d'Àfrica com el Marroc i Algèria. Andalusia occidental, el sud d'Extremadura i zones colindants de Portugal.

## Observacions
És una espècie singular dins del seu gènere per la seva corona vestigial i el seu tub molt curt.

## Taxonomia
Narcissus cavanillesii va ser descrita per Barra & G.López i publicat a Anales del Jardín Botánico de Madrid 41: 202, a l'any 1984.
Citologia
El nombre de cromosomes de Narcissus cavanillesii (Fam. Amaryllidaceae) i tàxons infraespecífics = Narcissus humilis (Cav.) Traub: 2n=28
Etimologia
Narcissus nom genèric que fa referència del jove narcisista de la mitologia grega Νάρκισσος (Narkissos) fill del déu riu Cefís i de la nimfa Liríope; que es distingia per la seva bellesa.
El nom deriva de la paraula grega: ναρκὰο, narkào (= narcòtic) i es refereix a l'olor penetrant i embriagant de les flors d'algunes espècies (alguns sostenen que la paraula deriva de la paraula persa نرگس i que es pronuncia Nargis, que indica que aquesta planta és embriagadora).
cavanillesii: epítet atorgat en honor del botànic valencià Antoni Josep Cavanilles i Palop.
Sinonímia
- Amaryllis exigua Schousb.
- Braxireon humile (Cav.) Raf.
- Carregnoa humilis (Cav.) J.Gay
- Carregnoa lutea Boiss.
- Gymnoterpe humile (Cav.) Salisb.
- Lapiedra gracilis Baker
- Narcissus humilis (Cav.) Traub
- Oporanthus exiguus (Schousb.) Herb.
- Pancratium humile Cav.
- Sternbergia exigua (Schousb.) Ker Gawl. ex-Schult. & Schult.f.
- Tapeinaegle humilis (Cav.) Herb.
- Tapeinanthus humilis (Cav.) Herb.[4]